# Calyptrophora angularis
Calyptrophora angularis är en korallart som först beskrevs av Nutting 1908.  Calyptrophora angularis ingår i släktet Calyptrophora och familjen Primnoidae. Inga underarter finns listade i Catalogue of Life.